# Slackware
Slackware [ˈslækˌweə(r)] je distribuce Linuxu, nejstarší z doposud aktivně vyvíjených (první verze byla vydána 16. července 1993). Obsahuje pouze stabilní a prověřené verze programů. Klade důraz na jednoduchost, stabilitu a konfigurovatelnost. Je kompatibilní s FSSTND (Linux File System Standard). Podporuje procesory Intel 80486 a vyšší.
Autorem a stále hlavní osobou Slackware je Patrick J. Volkerding.

## Historie

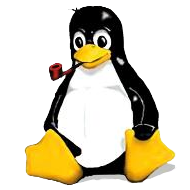
maskot Slackwaru – tučňák Tux s dýmkou

Jméno „Slackware“ je odvozeno od termínu „Slack“, tak jak jej definuje církev Church of the SubGenius.
Verze 1. byla založena na distribuci SLS Linux.
Verze 5. a 6. byly přeskočeny jako demonstrace technologické vyspělosti nad jinou, tehdy populární, distribucí.
V roce 2004 prodělal Patrick Volkerding vážnou nemoc, což rozproudilo diskuze o dalším osudu distribuce. Patrick se však uzdravil.
S verzí 9.0 Slackware opustil kompatibilitu s procesory i386 a je překládán pro i486. Od verze 11.0.0 distribuce neobsahuje GNOME.
Od verze 12.0 bylo upuštěno od podpory jader řady 2.4 z důvodu možného tříštění sil
a také proto, že jádra řady 2.6 jsou považována za dostatečně stabilní.
Od verze 13.0 existuje i oficiální 64bitová varianta Slackware pro platformu x86-64.
Během doby vzniklo několik dalších distribucí a LiveCD založených na Slackwaru, například College Linux, Slax, VectorLinux, Zenwalk a Kate OS.

## Správa balíčků
Používá vlastní (nejstarší) balíčkovací systém pkgtools postavený nad tgz (archiv tar zkomprimovaný via gzip) a nebo nověji (od verze 13.0) txz (stejná vnitřní struktura balíčku s LZMA kompresí). I když balíčkovací systém podporuje závislosti, dodávaný software pro správu tuto možnost nevyužívá. Proto vznikly nástroje, které závislosti podporují a umožňují také instalaci ze sítě.
- (anglicky) SWareT
- (anglicky) slapt-get
- (anglicky) SlackUpdate
- (anglicky) Emerde beta
- (anglicky) správce balíčků slackpkg
- (anglicky) stratdate package manager beta

## Verze a vydání
Souběžně existuje vývojová větev nazývající se „-current“.
Poslední stabilní verze Slackwaru pro x86 resp. x86_64 je 15.0 . Obsahuje podporu pro Wayland 1.20.0, GCC 11.2.0, Linux kernel 5.15.19, KDE 5.23.5, Xfce 4.16 a další obvyklé utility.
Slackware je oficiálně dostupný ve verzi pro architektury x86, x86 64, System/390 a ARM.
Vedle toho existují také neoficiální porty pro další architektury, mnohdy však vycházejí ze starší verze Slackware:
- Alpha
- SPARC
- PowerPC Slackintosh Linux Project Archivováno 1. 2. 2010 na Wayback Machine. Slackintosh: Content Moved Archivováno 10. 12. 2006 na Wayback Machine.
- x86-64 (slamd64  a Bluewhite64 Linux Server and Workstation: Bluewhite Linux Projects)

### ZipSlack
Se staršími verzemi Slackware byla uvolňována i odlehčené a výrazně menší varianta nazvaná ZipSlack, která mohla být nainstalována na kterýkoliv FAT nebo FAT32 filesystém. Zabírá zhruba 100 MiB volného místa (byla původně určena pro provoz na mechanikách ZIP). Používala UMSDOS filesystém, proto je možné začít ji okamžitě používat bez instalace a hlavně vytváření speciálních oddílů na disku. Stačí pouze soubory nahrát do jakéhokoliv adresáře na disku.
Poslední verzí ZipSlacku byla 11.0. Od verze Slackware 12.0 tato varianta Slackware nebyla dále udržována.